# Dodge Matador
De Dodge Matador was een grote sedan, coupé en cabriolet van het Amerikaanse automerk Dodge uit 1960. De auto werd samen met de Dodge Polara geïntroduceerd als het nieuwe topmodel van Dodge en nadat de Coronet en de Royal/Custom Royal was geschrapt. Van die twee topmodellen was de Matador de laagst gepositioneerde. Het model was gebaseerd op de Forward Look-stijl die ontwerper Virgil Exner in 1957 ontwierp. Kenmerkend waren de op de uitlaat van een straalmotor lijkende achterlichten, verkorte staartvinnen met daarin verwerkte achterlichten en een massieve verchroomde voorbumper en grille. Als lager model had de Matador wel minder chroomafwerking en uitrusting dan de Polara. In totaal bouwde Dodge ongeveer 23 600 Matadors voor 1960. De lage verkoopcijfers - mede door het enorme succes van de eveneens in 1960 geïntroduceerde Dodge Dart - betekenden al na één productiejaar het einde van de Matador.